# Liste der Bodendenkmäler in Eglfing
Auf dieser Seite sind die Bodendenkmäler in der oberbayerischen Gemeinde Eglfing zusammengestellt. Diese Tabelle ist eine Teilliste der Liste der Bodendenkmäler in Bayern. Grundlage ist die Bayerische Denkmalliste, die auf Basis des Bayerischen Denkmalschutzgesetzes vom 1. Oktober 1973 erstmals erstellt wurde und seither durch das Bayerische Landesamt für Denkmalpflege geführt wird. Die folgenden Angaben ersetzen nicht die rechtsverbindliche Auskunft der Denkmalschutzbehörde.

## Bodendenkmäler in Eglfing
| Lage                      | Objekt | Akten-Nr.     | Bild           |
| ------------------------- | --- | ------------- | -------------- |
| (Standort)                | Abschnittsbefestigung vor- und frühgeschichtlicher Zeitstellung.                                                                                                   | D-1-8232-0028 |                |
| (Standort)                | Grabhügel mit Bestattungen der Bronzezeit, der Hallstattzeit und der frühen Latènezeit.                                                                            | D-1-8232-0029 |                |
| (Standort)                | Burgstall des hohen oder späten Mittelalters. | D-1-8232-0031 |                |
| (Standort)                | Grabhügel mit Bestattungen der Hallstattzeit. | D-1-8233-0017 |                |
| (Standort)                | Verebnete Grabhügel mit Bestattungen der mittleren Bronzezeit. | D-1-8233-0047 |                |
| (Standort)                | Verebnete Grabhügel mit Bestattungen der Hallstattzeit. | D-1-8233-0048 |                |
| (Standort)                | Grabhügel vorgeschichtlicher Zeitstellung. | D-1-8233-0049 |                |
| (Standort)                | Grabhügel mit Bestattungen der Hallstattzeit. | D-1-8233-0050 |                |
| (Standort)                | Straße der römischen Kaiserzeit (Teilstück der Trasse Augsburg–Brenner).                                                                                           | D-1-8233-0051 |                |
| (Standort)                | Verebnete Grabhügel vorgeschichtlicher Zeitstellung. | D-1-8233-0052 |                |
| (Standort)                | Körpergräber des frühen Mittelalters. | D-1-8233-0058 |                |
| Hauptstraße 19 (Standort) | Untertägige spätmittelalterliche und frühneuzeitliche Befunde im Bereich der katholischen Pfarrkirche St. Martin in Obereglfing und ihres Vorgängerbaus.           | D-1-8233-0059 | weitere Bilder |
| Talstraße 18 (Standort)   | Untertägige spätmittelalterliche und frühneuzeitliche Befunde im Bereich der katholischen Filialkirche St. Maria im Tal in Untereglfing mit aufgelassenem Friedhof | D-1-8233-0120 | weitere Bilder |
| Kirchstraße 15 (Standort) | Untertägige spätmittelalterliche und frühneuzeitliche Befunde im Bereich der katholischen Filialkirche St. Benedikt in Tauting.                                    | D-1-8233-0122 | weitere Bilder |